# Forcipomyia brachypetiolata
Forcipomyia brachypetiolata är en tvåvingeart som beskrevs av Vimmer 1918. Forcipomyia brachypetiolata ingår i släktet Forcipomyia och familjen svidknott. Inga underarter finns listade i Catalogue of Life.